# Граньяно
Граньяно, Ґраньяно (італ. Gragnano) — муніципалітет в Італії, у регіоні Кампанія,  метрополійне місто Неаполь.
Граньяно розташоване на відстані близько 220 км на південний схід від Рима, 28 км на південний схід від Неаполя.
Населення — 29 310 осіб (2014).
Щорічний фестиваль відбувається 20 січня. Покровитель — San Sebastiano.

## Демографія
Населення за роками:

Станом на 1 січня 2023 року в муніципалітеті офіційно проживали 274 іноземці з 38 країн, серед них 75 громадян країн Євросоюзу та 75 громадян України.

## Сусідні муніципалітети
- Аджерола
- Казола-ді-Наполі
- Кастелламмаре-ді-Стабія
- Леттере
- Пімонте
- Равелло
- Сант'Антоніо-Абате
- Санта-Марія-ла-Карита
- Скала